# Laplaceov operator
Laplaceov operátor [laplásov ~] (tudi laplasian in redkeje operator delta) je v vektorskem računu skalarni diferencialni operator skalarne funkcije φ. Je enak vsoti vseh drugih parcialnih odvodov odvisne spremenljivke. 
To odgovarja div (grad φ), zato tudi uporaba simbola del (operator nabla), ki ga predstavlja:
{\displaystyle \nabla ^{2}\phi =\nabla \cdot (\nabla \phi )\!\,.}
Zapiše se ga tudi z znakom Δ.

## Zapis v koordinatnih sistemih
V eno in dvorazsežnih kartezičnih koordinatah je Laplaceov operator:
{\displaystyle \Delta _{1}\equiv \nabla _{1}^{2}={\partial ^{2} \over \partial x^{2}}\;,\quad \Delta _{2}\equiv \nabla _{2}^{2}={\partial ^{2} \over \partial x^{2}}+{\partial ^{2} \over \partial y^{2}}\;.}
In v treh Σ(x, y, z):
{\displaystyle \Delta _{3}\equiv \nabla _{3}^{2}={\partial ^{2} \over \partial x^{2}}+{\partial ^{2} \over \partial y^{2}}+{\partial ^{2} \over \partial z^{2}}\;.}
V trorazsežnih valjnih koordinatah Σ(r, φ, z) je:
{\displaystyle \nabla ^{2}t={1 \over r}{\partial  \over \partial r}\left(r{\partial t \over \partial r}\right)+{1 \over r^{2}}{\partial ^{2}t \over \partial \phi ^{2}}+{\partial ^{2}t \over \partial z^{2}}}
V trorazsežnih krogelnih koordinatah Σ(r, θ, φ) je:
{\displaystyle \nabla ^{2}t={1 \over r^{2}}{\partial  \over \partial r}\left(r^{2}{\partial t \over \partial r}\right)+{1 \over r^{2}\sin \theta }{\partial  \over \partial \theta }\left(\sin \theta {\partial t \over \partial \theta }\right)+{1 \over r^{2}\sin ^{2}\theta }{\partial ^{2}t \over \partial \phi ^{2}}}
Laplaceov operator se na primer pojavlja v Laplaceovi, Poissonovi, Poisson-Boltzmannovi, Helmholtzevi ali valovni enačbi.

## Lastnosti
Laplaceov operator je linearen:
{\displaystyle \nabla ^{2}(f+g)=\nabla ^{2}f+\nabla ^{2}g\!\,.}
Velja tudi:
{\displaystyle \nabla ^{2}(fg)=(\nabla ^{2}f)g+2(\nabla f)\cdot (\nabla g)+f(\nabla ^{2}g)\!\,.}

## Posplošitve
Lapleceov operator na 0-formi se s posplošenim Laplaceovim operatorjem zapiše kot:
{\displaystyle *\mathbf {(} d)\left(*\mathbf {(} d)f^{(0)}\right)\equiv \Delta f^{(0)}\!\,.}:158
Laplaceov operator se lahko posploši na več drugih načinov. d'Alembertov operator ({\displaystyle \square \,}) je definiran na prostoru Minkowskega. Laplace-Beltramijev operator ({\displaystyle \Delta \,}) je eliptični diferencialni operator 2. reda na vsaki Riemannovi mnogoterosti. Laplace-Beltramijev operator na funkciji je sled njene Hessejeve matrike:
{\displaystyle \Delta f=\mathrm {sl} (H(f))\!\,,}
kjer je sled vzeta glede na inverz metričnega tenzorja. Laplace-Beltramijev operator se lahko posploši tudi na operator (prav tako imenovan Laplace-Beltramijev operator), ki deluje na tenzorska polja s podobnim obrazcem.
Laplace-de Rahmov operator deluje na prostore diferencilnih form na psevdoriemannovih ploskvah. Z Laplace-Beltramijevim operatorjem je povezan prek Weitzenböckove identitete. Laplace-de Rahmov operator je na Riemannovi mnogoterosti eliptičen, na Lorentzevi mnogoterosti pa hiperboličen. Določen je kot:
{\displaystyle \Delta =\mathrm {d} \delta +\delta \mathrm {d} =(\mathrm {d} +\delta )^{2}\!\,,}
kjer je d zunanji odvod ali diferencial, δ pa je kodiferencial, ki deluje kot (−1)kn+n+1∗d∗ na k-forme, kjer je ∗ Hodgeov dual, oziroma Hodgeov operator zvezdica.
Pri računanju Δƒ za skalarno funkcijo ƒ, je δƒ = 0, tako da velja:
{\displaystyle \Delta f=\delta \,df\!\,.}
Do skupnega predznaka je Laplace-de Rhamov operator enakovreden definiciji Laplace-Beltramijevega operatorja, ko deluje na skalarno funkcijo. Na funkcijah je Laplace-de Rhamov operator dejansko negativ Laplace-Beltramijevega operatorja, saj običajna normalizacija kodiferenciala zagotavlja, da je Laplace-de Rhamov operator (formalno) pozitivno definiten, Laplace-Beltramijev operator pa je običajno negativen. Predznak je le dogovor, v virih se velikokrat pojavljata oba. Laplace-de Rhamov operator se precej razlikuje od tenzorskega Laplaceovega operatorja, ki je omejen na poševnosimetrične tenzorje. Poleg priložnostnega predznaka se operatorja razlikujeta z Weitzenböckovo identiteto, ki eksplicitno vsebuje Riccijev tenzor ukrivljenosti.